# اردل
اردل مرکز شهرستان اردل در استان چهارمحال و بختیاری است.
اردل در زمان اماقلی خان حاج ایلخانی مرکز تصمیمی‌گیری‌های ایل بختیاری بوده به همین خاطر از آن زمان به بعد به نام پایتخت بختیاری شناخته شده که این تصمیم‌گیری و جلسات در تکیه بختیاری‌ها انجام می‌گرفت که مقبره امامقلی خان حاج ایلخانی در این مکان می‌باشد.

## مردم‌شناسی
اهالی شهر اردل از طوایف مختلف بختیاری هستند و به زبان لری با گویش لری بختیاری سخن می‌گویند.

## جمعیت
بر پایه سرشماری عمومی نفوس و مسکن در سال ۱۳۹۵ جمعیت این شهر، ۱۰۱۱۳ نفر (در ۲٬۶۴۲ خانوار) بوده است.

## جاذبه گردشگری اردل
1. تکیه بختیاری‌ها در شهر اردل
2. قلعه ابوالقاسم خان بختیاری در اردل
3. بوم گردی دزپارت
4. پارک کوهستانی دزپارت
5. پل تاریخی بهشت‌آباد
6. آبشار کرهدی اردل (کره دی)
7. آبشارهای باغ رستم
8. آبشار اودی لندی
9. حاشیه رودخانه بهشت آباد
10. کاروانسرای روستای شلیل
11. بقعه امامزاده حلیمه خاتون
12. روستای سرپیر دشتک
13. بقعه امامزاده اسماعیل
14. روستای دورک قنبری
15. شاهزاده عبدالله اردل
16. شاهزاده عزیز اردل
17. بقعه امام‌زاده شاه البرز روستای آلیکوه
18. سنگ‌نگاره‌های پل مروارید